# Ропеське князівство
Ропеське князівство — дрібне удільне князівство у складі Чернігівського князівства. Існувало лише три роки (у 1157—1160 рр.). Столиця князівства — Ропеськ на Стародубщині (сучасне село Старий Ропськ Климівського району Брянської області).

## Історія
Виникло князівство у період феодальної роздрібненості на Русі, коли великому роду чернігівських Ольговичів не вистачало вже уділів у Чернігівській землі. Виділилося Ропеське князівство зі Стародубського князівства, в результаті чергової зміни влади у князівській ієрархії. 1157 року великим князем у Києві став представник іншої чернігівської гілки — Святославичів, Ізяслав Давидович. Тоді стародубський князь Святослав Всеволодович переміщається на більший щабель, ставши князем новгород-сіверським, а свій, стародубський, уділ передавши родичу Ізяслава — Святославу Володимировичу. Брату же Святослава Всеволодовича, Ярославу довелося задовольнятися маленьким Ропеським уділом, що був виділений для нього зі Стародубського князівства.
Та вже через три роки відбулася нова переміна. Святослав Володимирович покинув Стародуб, в який і перейшов Ярослав Всеволодович. Ропеське князівство було ліквідоване.

## Князь
- Ярослав Всеволодович (1157—1160)

## Подальша доля князя
Ярослав Всеволодович керував Стародубом 20 років (1160—1180). Потім, до смерті, був князем чернігівським (1180—1198). Перед смертю прийняв чернецтво під іменем Василя. Похований у Спаському соборі у Чернігові.